# Жабрій дводільний
Жабрій дводільний, жабрій двонадрізний (Galeopsis bifida) — вид трав'янистих рослин родини глухокропивові (Lamiaceae), поширений у помірній Євразії.

## Опис
Однорічна трав'яниста рослина 10–75 см заввишки. Стебла лише злегка набряклі в суглобах, часто червонуваті, 4-куті, кути грубо волосі, іноді також із залозистими волосками. Листя розташоване навпроти, черешкове. Листові пластини від яйцюватих до широко еліптичних й верх часто довго-конічний, щільно волохаті й низ часто також з залозистими волосками, край дещо зубчастий. Суцвіття колосоподібне. Середня лопать нижньої губи з виїмкою на кінці, укрита візерунками або плямою. Приквіток з темною плямою під вістрям, війчастий. Віночок пурпуровий, іноді жовтий або майже білий, верхня губа на кінці зубчаста. Плід — 4-дольний схизокарпій. Мерикарпії еліптичні, гладкі, майже глянцеві, коричневі.

## Поширення
Вид поширений у помірній Євразії; інтродукований до Канади й США.
В Україні вид зростає на лісових галявинах, серед чагарників, як бур'ян на полях, на засмічених місцях — майже на всій території, в Степу рідко.

## Галерея

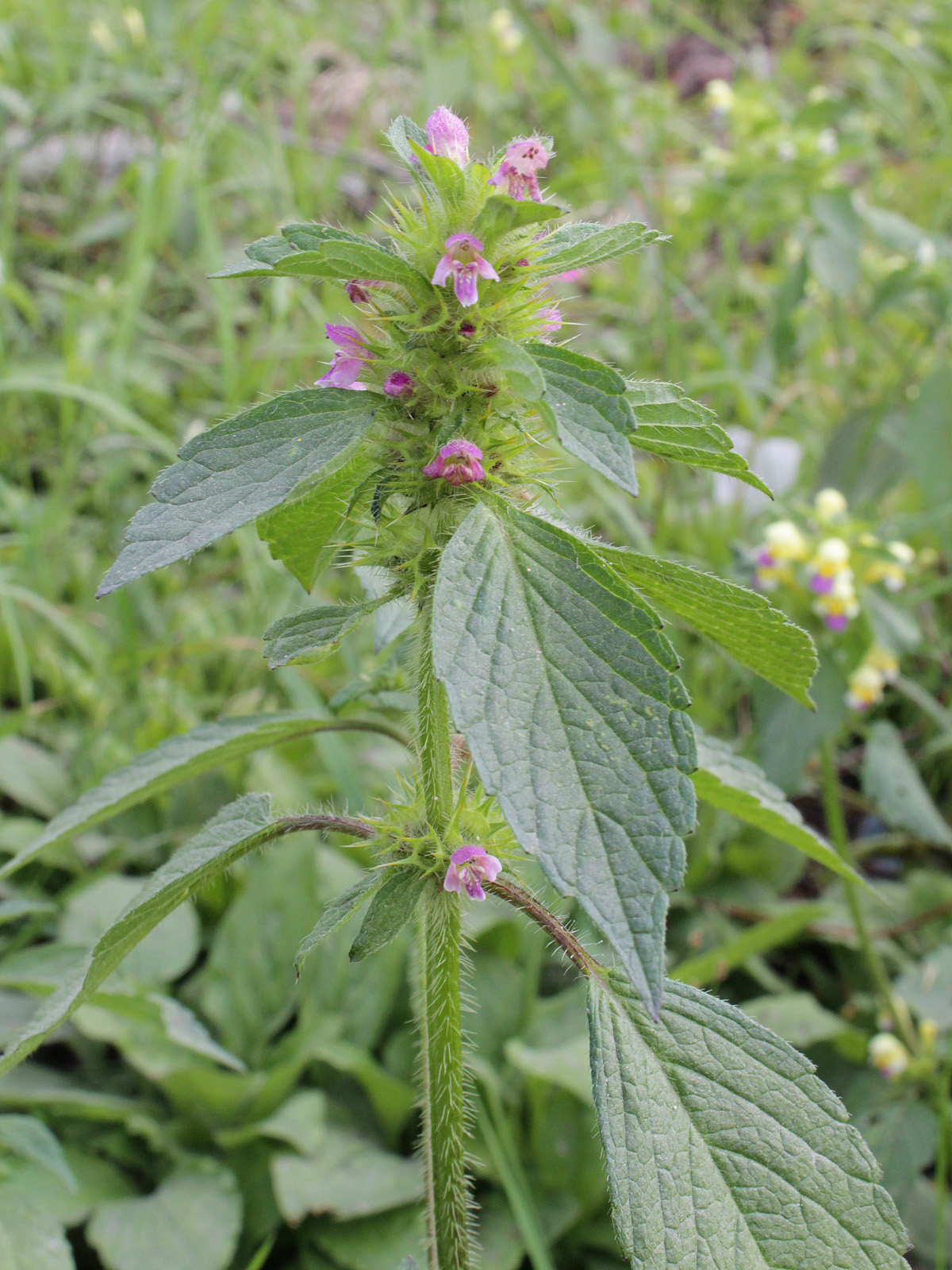
рослина
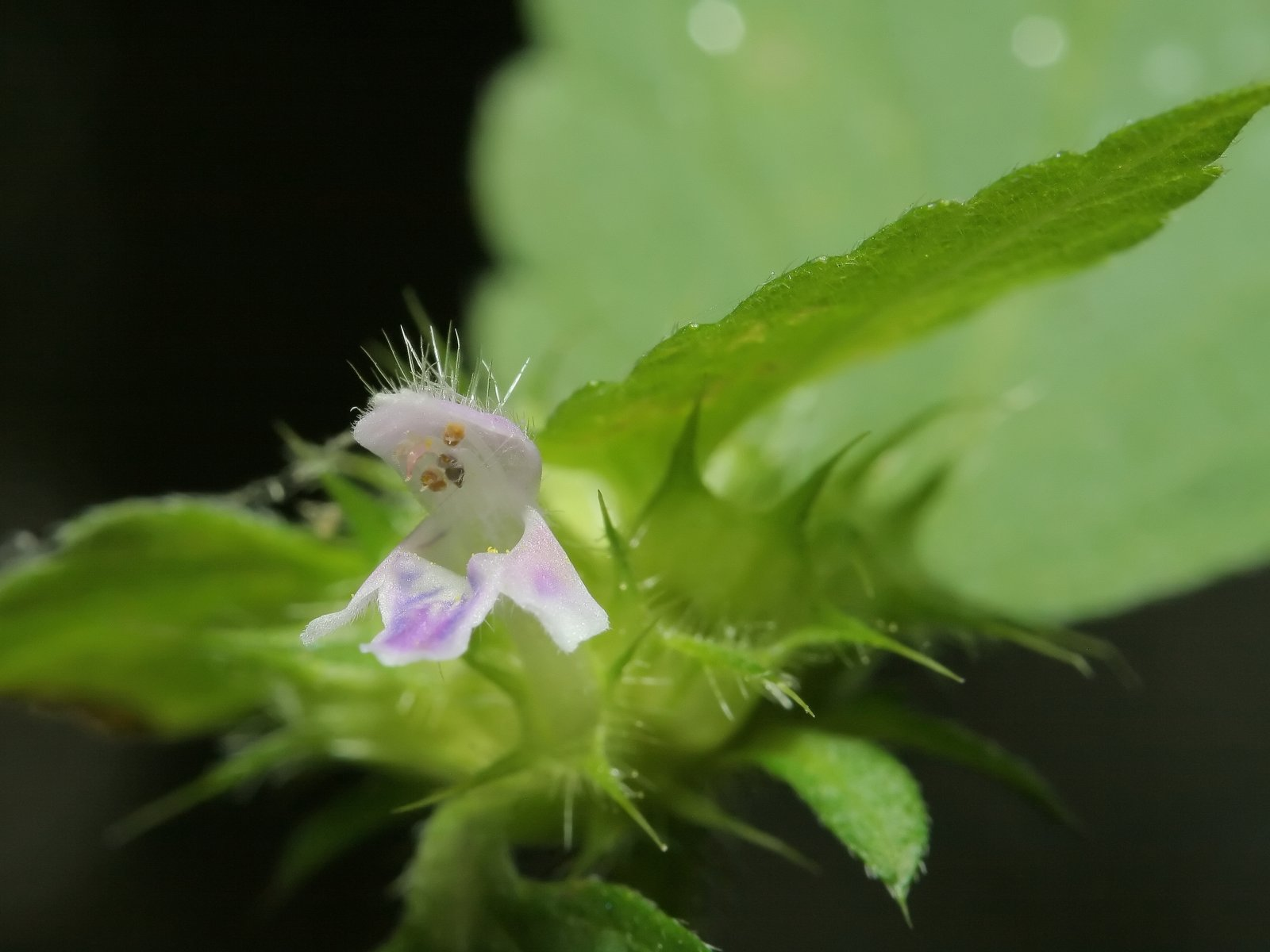
квітка
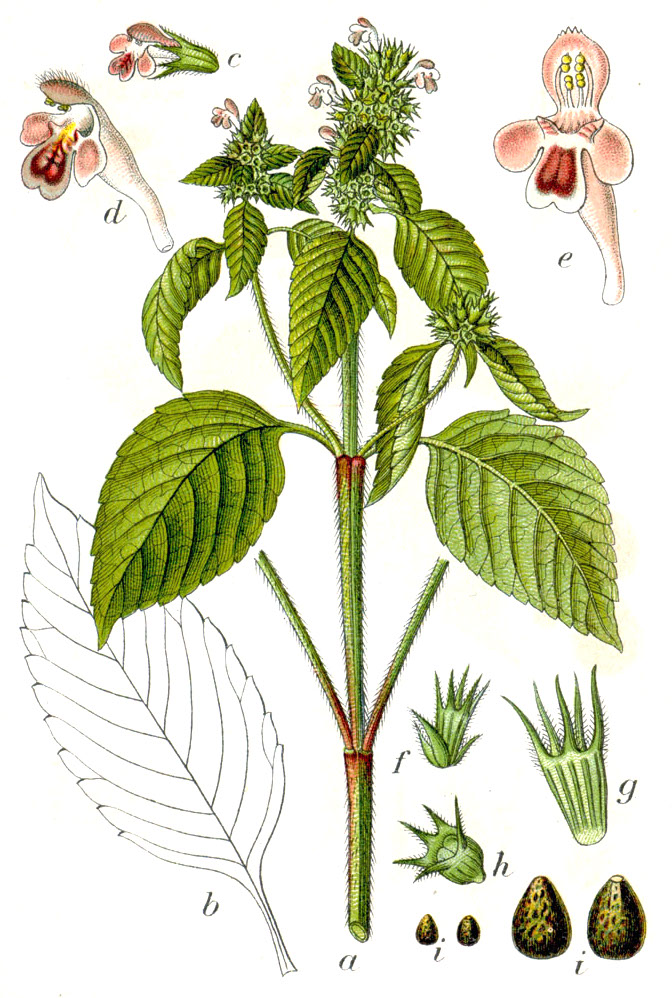
ілюстрація